# Lifan 330

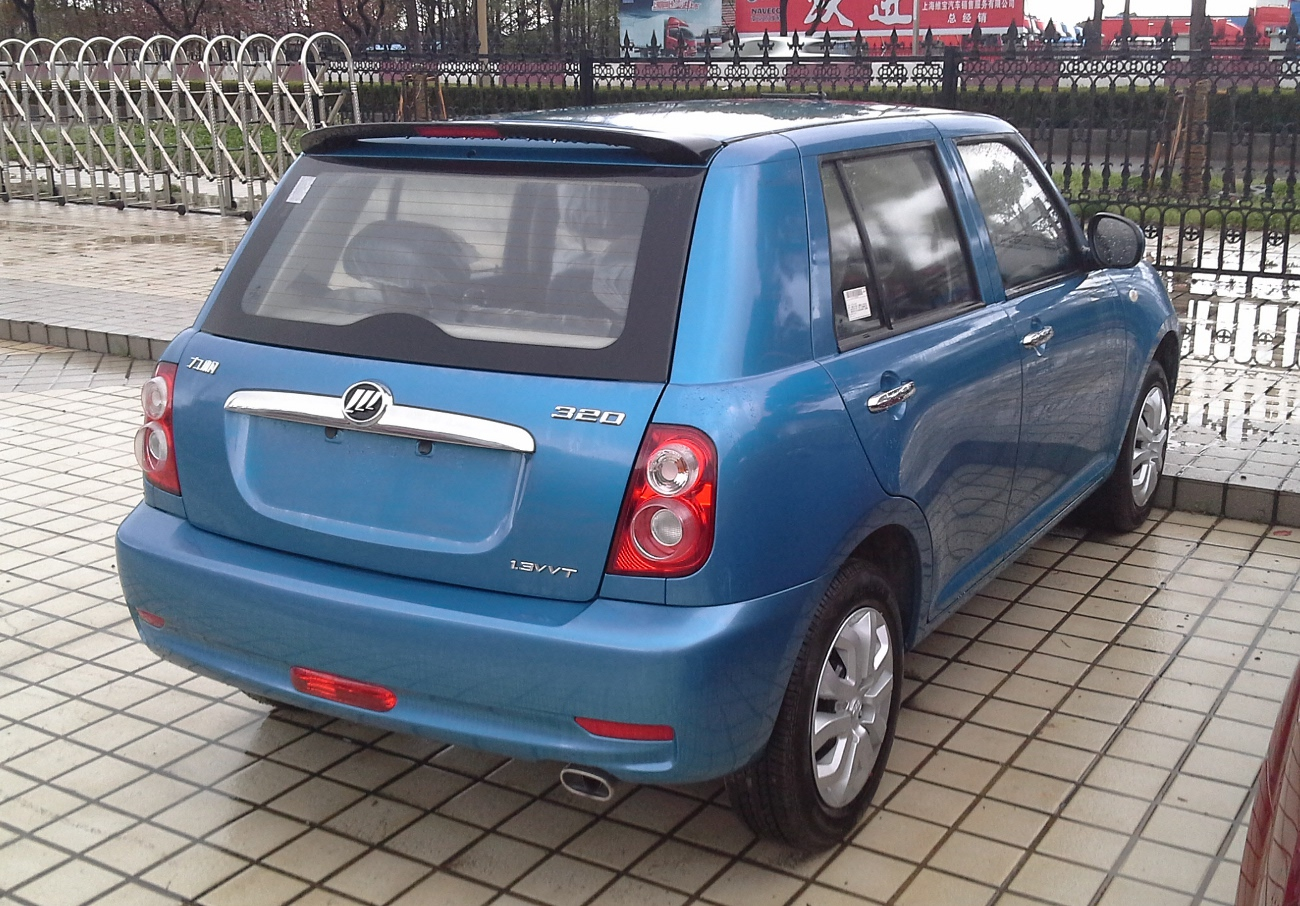
Heckansicht

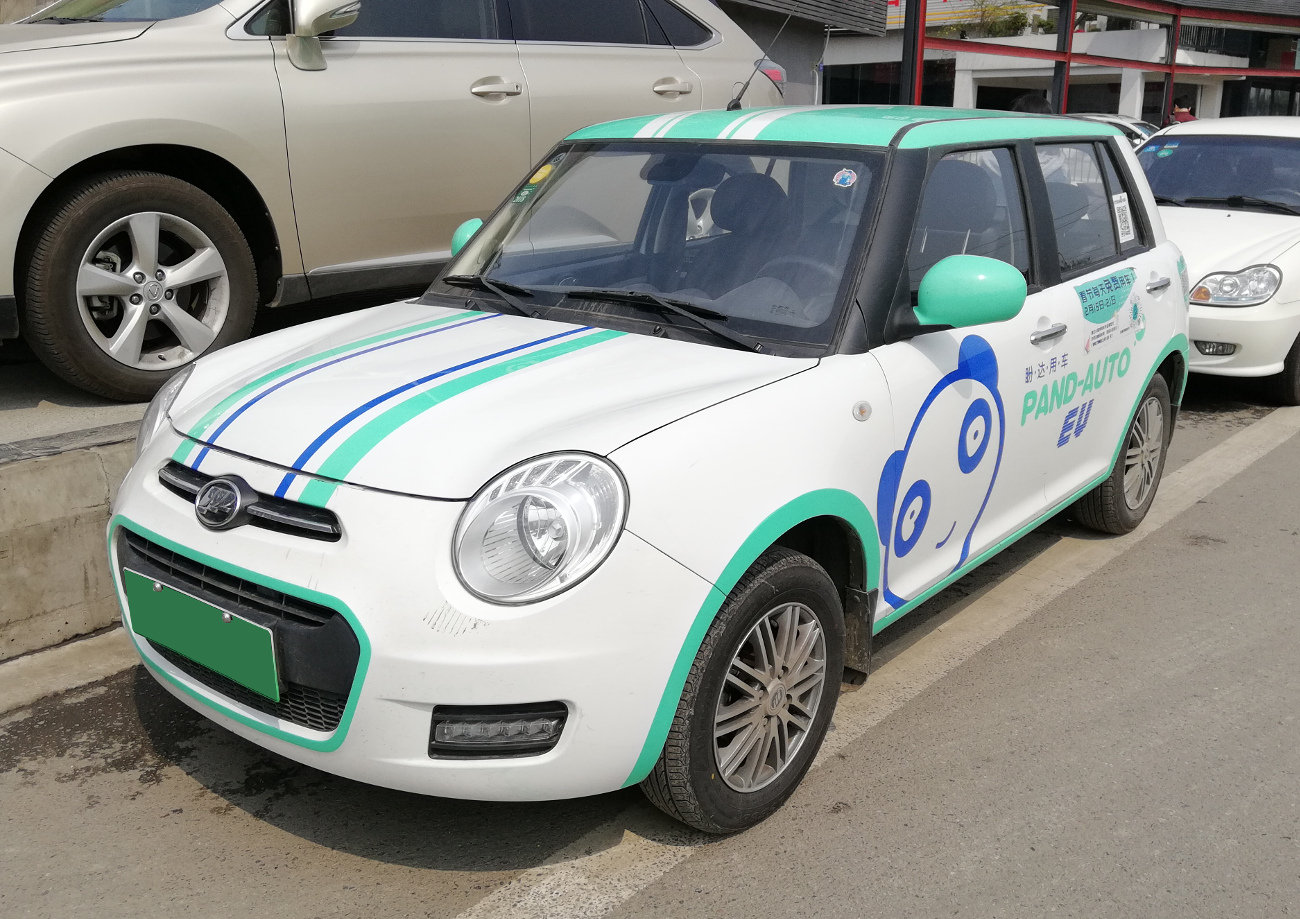
Lifan 330 EV

Der Lifan 330 ist ein ab 2013 gebauter Kleinwagen des chinesischen Automobilherstellers Lifan. Er ist der Nachfolger des 2008 erschienenen Lifan 320, der aber parallel weiter gebaut wurde. In anderen Ländern wird das Fahrzeug unter dem Namen Lifan Smily verkauft. In Deutschland ist es nicht erhältlich.
Der Fünftürer ähnelt dem Mini und wird von einem 67 kW (91 PS) starken 1,3-Liter-Vierzylindermotor angetrieben.

## Technische Daten
|                                             | 1.3                       | EV                        |
| Bauzeitraum                                 | 2013–2016                 | 2017–2020                 |
| Motorkenndaten                              |                           |                           |
| Motortyp                                    | R4-Ottomotor              | Elektromotor              |
| Hubraum                                     | 1342 cm³                  | —                         |
| max. Leistung bei min−1                     | 67 kW (91 PS) / 6000      | 60 kW (82 PS)             |
| max. Drehmoment bei min−1                   | 113 Nm / 3500–4500        | 200 Nm                    |
| Kraftübertragung                            |                           |                           |
| Antrieb                                     | Vorderradantrieb          | Vorderradantrieb          |
| Getriebe, serienmäßig                       | 5-Gang-Schaltgetriebe     | 1-Gang-Reduktionsgetriebe |
| Getriebe, optional                          | (Stufenloses Getriebe)    | —                         |
| Messwerte                                   |                           |                           |
| Höchstgeschwindigkeit                       | 160 km/h (150 km/h)       | 100 km/h                  |
| Beschleunigung, 0–100 km/h                  | 14,5 s (18,9 s)           | k. A.                     |
| Kraftstoffverbrauch auf 100 km (kombiniert) | 6,1 l Super (6,6 l Super) | —                         |
| Tankinhalt                                  | 42 l                      | —                         |